# 名寄せ
名寄せ（なよせ）とは、金融機関において、複数口座を開設している顧客の預金額を一つにとりまとめる業務のこと。転じて、金融機関や預金額に限らないデータのとりまとめ全般を指す場合もある。

## 概説
同一金融機関内、より狭くは同一支店内に同一顧客（自然人・法人・法人格を有しない団体等を問わない）が、複数の口座を保有することになった場合、後続する口座を開設する際に、顧客属性情報（「名前」「住所」「生年月日」「設立年月日」等）を用いて既存口座との権利主体・属性一致を確認し、一致する場合は、同一顧客の複数口座として「一元管理」する手続きのことをいう。
もともとは当該金融機関の管理上の利便性・正確性を確保するための内部手続きであった。預金口座（貯金口座）に限定した定義がみられるが、例えば銀行の場合、預金口座と貿易取引口座（信用状取引等）との「名寄せ」もありえるため、預金に限定はされない。
ところが、預金保険法施行以後は、当該法律に基づき、ペイオフの手続き上、預金額確定を目的とする「名寄せ」の必要性が生じた。そのため、上記の内部的な「名寄せ」だけでなく、社会的意義・必要性が付加されることとなった。
さらに昨今は、「名寄せ」の定義が拡大し、金融機関以外でも、「顧客の一元管理」の文脈のなかで「名寄せ」が語られたり、個人情報保護・機密漏洩の文脈で、「（本人の同意なく取得した）個人情報の一元管理」の文脈のなかで「名寄せ」が語られるなど、その意味は拡大しつつある。

## 名寄せの必要性
「彼は昔の彼ならず」と言われるように、自然人であれ法人であれ、各種団体であれ、「氏名」「商号」「名称」が常に同一であるとは限らない。婚姻による氏の変更、商号変更、転居、本社移転、等々により、同一の存在でありながら、外部（例えば金融機関）に提出した属性情報が異時点で異なるということがよくある。旧名での取引による混乱、旧住所宛取引による混乱、同一顧客を、複数の別顧客と誤認したことによる混乱は不可避である。

## 金融機関

### 伝統的な意味
主に、金融機関において、各種取引口座（預金口座・貯金口座の他貿易取引口座）を、一元管理することをいう。より詳細に言えば、預金口座でも「普通預金口座」「当座預金口座」「通知預金口座」「定期預金口座」「積立預金口座」「外貨預金口座」等の口座相互の「名寄せ」がありえ、「外貨預金口座」の場合を詳述するなら、正確には「預金種別（普通・定期）」と「通貨（米ドル・ユーロ等）」との組み合わせで生ずる口座の「名寄せ」がありうる。また、「支払承諾（保証）口座」「貿易取引口座」「投資信託口座」「デリバティブ取引口座」などとの名寄せがありうる。
また、マル優、マル特対象預貯金の預入限度額の確認の必要性から、古くから主として個人の定期性預金をはじめとして名寄せは行なわれていたが、近年においても郵便局等において多数の預入限度超過が発見されるなど、その正確性は当該金融機関に委ねられている。

### 預金保険法上
ペイオフ実施に必要な、同一金融機関内の同一顧客の預金額を確定する作業のこと。長期間不動の口座、届出のないままの住所変更等もあり、実際の作業は煩雑を極める。

## 顧客情報管理としての名寄せ（金融機関以外）
（金融機関のような、厳密な意味での「口座」を持たない）一般企業においても、情報化の進展により、顧客情報は電子化されその情報のコピー、照合、整列等がコンピュータ上で容易に出来ることから、顧客データベースも膨大になるが、その一方で顧客の一元管理の必要から「名寄せ」が必要となる。そうした、作業を「名寄せ」と呼称し、その作業を合理化するアプリケーションを指して「名寄せソフト」「名寄せアプリケーション」ということがある。
ただ、企業のM&Aや廃業、部門譲渡等によって、その管理があいまいになることがある。

### 国民年金
一個人でも職歴が複数にまたがると、国民年金・厚生年金の支払人が複数あると記録されてしまい、実態に沿わない結果になる。名寄せにより、同一人格が継続して納付していたと判断しないと老齢年金支給が受けられず、かつての社会保険庁では、支払記録を管理する側の管理能力が問われた。

## ネット社会での意義

### 個人情報の一元管理
特に、インターネット上において、個人のHPやブログのように、「本人」の同意の上で個人情報が一元管理される機会・場が増えてきている。

### 悪い意味での「名寄せ」
インターネットには負の部分もあり、部分的な個人情報、断片的な個人情報が、ネット上で「名寄せ」され累積され、ついには「完全な個人情報に化ける」という現象が発生している。近来流行の「ビッグデータ社会」では、その危険性が増している。

### 別側面
もともとは、業界用語であった「名寄せ」であるが、一方でペイオフとの文脈で、他方でプライバシー侵害リスクの文脈で、社会的に重要なキーワードとなりつつある。
M&Aの際、過去に積み上げてきた「名寄せ」がリセットされる場合がある。また、本人の同意を得ないで取得された個人情報が「名寄せ」されると、個人を特定できる事も有りプライバシーの侵害に直結するリスクが高い。

### 例
ウィキペディアではリダイレクト・ページや曖昧さ回避ページなどで名寄せをし事物知識の整理を図っている。